# Baives

Baives este o comună în departamentul Nord, Franța. În 1 ianuarie 2022 avea o populație de 161 de locuitori.